# Provinz Huaraz
Die Provinz Huaraz ist eine der 20 peruanischen Provinzen, welche die Verwaltungsregion Ancash bilden. Die Provinz erstreckt sich über ein Areal von 2493 km². Bei der Volkszählung 2017 wurden in der Provinz Huaraz 163.936 Einwohner gezählt. Provinzhauptstadt ist Huaraz.

## Geographische Lage
Die Provinz Huaraz erstreckt sich über einen etwa 30 km langen zentralen Abschnitt des Hochtals Callejón de Huaylas. Sie reicht im Osten bis zur vergletscherten Gebirgskette Cordillera Blanca mit dem 6768 m hohen Nevado Huantsán. Im Westen umfasst die Provinz ein Teilstück der Cordillera Negra mit den Oberläufen von Río Culebras und Río Casma.
Die Provinz Huaraz grenzt im Norden an die Provinz Yungay und die Provinz Carhuaz, im Osten an die Provinzen Huari und Aija, sowie im Westen an die Provinzen Casma und Huarmey.

## Gliederung
Die Provinz Huaraz besteht aus 12 Distrikten. Der Distrikt Huaraz ist Sitz der Provinzverwaltung.
| Distrikt      | Verwaltungssitz |
| ------------- | --------------- |
| Cochabamba    | Cochabamba      |
| Colcabamba    | Colcabamba      |
| Huanchay      | Huanchay        |
| Huaraz        | Huaraz          |
| Independencia | Centenario      |
| Jangas        | Jangas          |
| La Libertad   | Cajamarquilla   |
| Olleros       | Olleros         |
| Pampas Grande | Pampas Grande   |
| Pariacoto     | Pariacoto       |
| Pira          | Pira            |
| Tarica        | Tarica          |